# Funzione generatrice dei momenti
La funzione generatrice dei momenti viene usata nella teoria della probabilità per caratterizzare in modo astratto le variabili casuali permettendo da un lato di estrarne agevolmente alcuni parametri (come il valore atteso e la varianza) dall'altro di confrontare due diverse variabili casuali e vedere il loro comportamento in condizioni limite.
La funzione generatrice dei momenti {\displaystyle g(t)} di una variabile casuale {\displaystyle X} è definita come il valore atteso di {\displaystyle e^{tX}}, dove esso è finito (e ciò può accadere solo in un intorno dello 0, in cui vale 1 indipendentemente da {\displaystyle X}). Infatti tale valore atteso potrebbe essere infinito e in tal caso si dice semplicemente che {\displaystyle X} non possiede funzione generatrice dei momenti.

## Descrizione
Nel caso di variabili casuali discrete si ottiene:
{\displaystyle g(t)=\mathrm {E} [e^{tX}]=\sum _{i=1}^{n}p_{i}e^{tX_{i}},}
mentre per la variabili casuali continue:
{\displaystyle g(t)=\mathrm {E} [e^{tX}]=\int _{-\infty }^{\infty }e^{tx}f_{X}(x)dx,}
dove {\displaystyle p_{i},} con {\displaystyle i=1,\ldots ,n,} e {\displaystyle f_{X}(x)} denotano le funzioni di massa (densità nel caso continuo) della variabile casuale in questione. 
Dalla funzione generatrice dei momenti è possibile ricavare i momenti semplici di ordine {\displaystyle k} centrati in zero derivando {\displaystyle k} volte {\displaystyle g(t)} con {\displaystyle t=0.} Ossia:
{\displaystyle \mu _{1}={\frac {dg}{dt}}|_{t=0}=g'(0);}
{\displaystyle \mu _{2}={\frac {d^{2}g}{dt^{2}}}|_{t=0}=g''(0);}
{\displaystyle \qquad \vdots }
dalla seconda espressione sopra si può ad esempio ricavare la varianza.

## Teoremi
Se {\displaystyle X_{1},X_{2},\ldots ,X_{n},} sono variabili aleatorie indipendenti e {\displaystyle X} la loro somma:
{\displaystyle \ X=X_{1}+X_{2}+\cdots +X_{n},}
allora la funzione generatrice dei momenti di {\displaystyle X} è il prodotto delle funzioni generatrici dei momenti delle singole {\displaystyle X_{i}}:
{\displaystyle g(t;X)=\prod _{i=1}^{n}g(t;X_{i}).}
Un secondo teorema importante è il seguente: se due variabili casuali su uno stesso spazio di probabilità hanno stessa funzione generatrice dei momenti, allora le due variabili casuali hanno la stessa distribuzione.